# ガラパゴスササゴイ
ガラパゴスササゴイ（ガラパゴス笹五位、Butorides sundevalli）は、ガラパゴス諸島の固有種となるサギ科の鳥類である。

## 形態
全長35cm、翼開長63cm。成鳥は石板灰色で、硬化した溶岩にとけ込むのに役立つ。背の羽毛は通常、銀色の光沢があり、頭に短い冠羽をもつ。繁殖期には、黒いくちばしと鮮やかな橙色の足をもつが、繁殖期後、それらは次第に灰色にくすむ。

## 生態
一般に体を屈めているのが見られ、鋭い声で鳴く。留鳥性の強い鳥で、ガラパゴス諸島すべての潮間帯およびマングローブ林に生息する。小さなカニや魚にゆっくりと忍び寄り、素速く突くように採餌する。また、サボテンの近くに集まるハエを食べることも知られている。
ほとんどのサギ類と異なり、ガラパゴスササゴイは一組のつがいだけで、マングローブ林の低い枝もしくは溶岩石の下に巣を作る。周年繁殖するが、通常は9-3月で、年3回繁殖できる。
ガラパゴスササゴイは人を恐れない。

## 分類
ガラパゴスササゴイは、一部の専門家（アメリカ鳥学会およびバードライフ・インターナショナルを含む）により、ササゴイ (B. striata) の亜種（または単に色の変化型）と考えられており、 以前はササゴイ (B. striatus) として、本種およびアメリカササゴイ (B. virescens) は「同一種」とされた。